# Floresta (Pernambuco)
Floresta é um município brasileiro do estado de Pernambuco, distante 433 km da Capital Pernambucana, Recife. O município é o ponto de partida do Eixo Leste da Transposição do Rio São Francisco.

## História
Criado por alvará de 11 de setembro de 1802, inicialmente Floresta foi um distrito subordinado ao município de Tacaratu, situação que se manteve até 30 de abril de 1864, quando a lei provincial 153 o elevou à condição de vila. Em 20 de junho de 1907, foi elevado à categoria de cidade e sede de município, por força da lei estadual 867.

## Geografia
Compõem o município três distritos: Floresta (sede), Airi e Nazaré do Pico.
Com altitude de 316 metros, localiza-se à latitude 08°36'04" sul e à longitude 38°34'07" oeste.

### Limites
| Noroeste: Carnaubeira da Penha e Mirandiba           | Norte: Serra Talhada | Nordeste: Betânia e Custódia |
| Oeste: Carnaubeira da Penha e Belém do São Francisco |                      | Leste: Ibimirim              |
| Sudoeste: Itacuruba e Rodelas (Bahia)                | Sul: Petrolândia     | Sudeste: Inajá e Tacaratu    |

### Hidrografia
O município está inserido na bacia do Rio São Francisco e do Rio Pajeú. Seus principais riachos são: do Capim Grosso, da Lagoinha, do Navio, das Porteiras, do Papagaio, do Toco, da Pedra Branca, da Salina, Poço da Areia, da Travessa, da Várzea, do Carcarazeiro, do Mari, do Sagüim, do Espírito Santo, da Volta, do Espinho, do Salgueiro, Cachoeira, das Areias, Poço do Sal, da Estrada, do Açude, do Defunto, Paratibe, da Caraíba, do Tigre, do Piador, Fundo, da Manga, do Campo Grande, do Mundo Sombrio, Morro dAgulha, Laje Grande, da Favela, dos Pereiros, dos Caldeirões, do Manoel Creonte, do Saco Grande, do Zé Luís, dos Mandantes, da Salina, do Serrote do Boi, do Brocotó, da Malhada Vermelha, do Cardan, do Zé Teixeira, Poço dos Cavalos, de Baixo, do Hercílio, do Velho Cazuza, da Ema, da Ipueira, da Pedra do Carro, do Lucas, do Capim, da Barra, Poço do meio, dos Pocinhos, do Coxo, da Cachoeira, Vira Mão, dos Camarões, Saco da Serra, Nojo, do Tapuio, dos Três Umbuzeiros, Queimado, da Cachoeira Grande, Quebra-Unha, do Gato, do Miguel, do Pai João, do Muquém, da Mucunã, do Pau Forte, São Gonçalo, Barra da Forquilha, Caldeirãozinho, do Poço do Boi, da Rancharia, Caldeirão do Angico, do Iço, da Caneta, da Vargem, do Navio, do Papagaio, da Imboecica, da Macambira, do Mandacaru, Caetano, da Prata, do Soldado e do Olho d’ Água.
Os principais corpos de acumulação são: os açudes Barra do Juá (71.474.000m³) e Quebra Unha(3.190.000m³) e as lagoas: da Malhada Vermelha, do Pedrosa, do Boi Bravo, dos Paus Pretos, da Volta, da Quixabeira, da Gangorra, do Bagaço, da Varginha, Luís Jorge, da Pedra, dos Pinhões, da Garota, do Soca, da Palha, do Espinho, das Abertas, do Pão Chato, do Curral, do Junco, do Papagaio, do Juazeirinho, do Canonge, do Angico, das Marias Pretas, das Contendas, do Defunto, do Pé de Serrote, de Fora, do Sapateiro e das Areias.

### Clima
O clima do município é o clima semiárido, do tipo Bsh. Os verões são quentes e úmidos, é neste período em que praticamente quase toda chuva do ano cai. Os invernos são mornos e secos, com a diminuição de chuvas; as mínimas podem chegar a 15 °C. As primaveras são muito quentes e secas, com temperaturas muito altas, que em que algumas ocasiões podem até ultrapassar os 40 °C. Segundo dados do Instituto Nacional de Meteorologia (INMET), referentes ao período de 1961 a 1985 e desde 2008 (a partir de 18 de setembro), a temperatura mínima absoluta registrada em Floresta foi de 8 °C em 19 de julho de 1967 e a maior atingiu 41,3 °C em 20 de novembro de 2015.
O maior acumulado de precipitação registrado em 24 horas foi de 157,5 mm em 7 de outubro de 1970. Outros grandes acumulados foram 139,1 mm em 25 de março de 1975, 134,2 mm em 19 de março de 2017, 129,7 mm em 20 de janeiro de 1974, 126,8 mm em 2 de março de 2018, 126 mm em 4 de abril de 1977, 117,7 mm em 23 de abril de 1962, 117,1 mm em 14 de março de 1981, 117 mm em 29 de janeiro de 1985, 113,8 mm em 9 de dezembro de 2010, 112,5 mm em 28 de dezembro de 1985, 107,5 mm em 13 de março de 1981, 102,5 mm em 27 de março de 1983 e 100,6 mm em 27 de dezembro de 1967. O menor índice de umidade relativa do ar (URA) foi de 10% em 2015, nos dias 21 de novembro e 4 de dezembro, em 11 de outubro de 2020. Por sua vez a rajada de vento mais intensa alcançou 23,4 m/s (84,2 km/h) em 18 de dezembro de 2015.
| Dados climatológicos para Floresta                                                                                           | Dados climatológicos para Floresta | Dados climatológicos para Floresta | Dados climatológicos para Floresta | Dados climatológicos para Floresta | Dados climatológicos para Floresta | Dados climatológicos para Floresta | Dados climatológicos para Floresta | Dados climatológicos para Floresta | Dados climatológicos para Floresta | Dados climatológicos para Floresta | Dados climatológicos para Floresta | Dados climatológicos para Floresta | Dados climatológicos para Floresta |
| Mês | Jan                                | Fev                                | Mar                                | Abr                                | Mai                                | Jun                                | Jul                                | Ago                                | Set                                | Out                                | Nov                                | Dez                                | Ano                                |
| --- | ---------------------------------- | ---------------------------------- | ---------------------------------- | ---------------------------------- | ---------------------------------- | ---------------------------------- | ---------------------------------- | ---------------------------------- | ---------------------------------- | ---------------------------------- | ---------------------------------- | ---------------------------------- | ---------------------------------- |
| Temperatura máxima recorde (°C)                                                                                              | 39,9                               | 39,5                               | 41,2                               | 39,5                               | 39,7                               | 39,5                               | 36,3                               | 38,1                               | 40,3                               | 40,5                               | 41,3                               | 40,7                               | 41,3                               |
| Temperatura máxima média (°C)                                                                                                | 34,7                               | 34,1                               | 33,6                               | 32,9                               | 31,8                               | 31,1                               | 30,7                               | 32                                 | 33,7                               | 35,2                               | 35,7                               | 35,3                               | 33,4                               |
| Temperatura média compensada (°C)                                                                                            | 27,4                               | 26,9                               | 26,6                               | 26,1                               | 25,2                               | 24,2                               | 23,7                               | 24,3                               | 25,8                               | 27,3                               | 27,7                               | 27,5                               | 26,1                               |
| Temperatura mínima média (°C)                                                                                                | 21,8                               | 21,6                               | 21,6                               | 21,3                               | 20,6                               | 19,6                               | 18,9                               | 19                                 | 20,1                               | 21,4                               | 22,1                               | 22,1                               | 20,9                               |
| Temperatura mínima recorde (°C)                                                                                              | 18,2                               | 18,5                               | 18,7                               | 16,8                               | 15,8                               | 14,1                               | 8                                  | 8,3                                | 14,7                               | 16,3                               | 18,3                               | 17,4                               | 8                                  |
| Precipitação (mm) | 88                                 | 81                                 | 134                                | 86                                 | 27                                 | 15                                 | 15                                 | 5                                  | 5                                  | 7                                  | 27                                 | 64                                 | 554                                |
| Fonte: Instituto de Tecnologia de Pernambuco (ITEP) (médias de temperatura) e Climate-Data.org (precipitação)                |                                    |                                    |                                    |                                    |                                    |                                    |                                    |                                    |                                    |                                    |                                    |                                    |                                    |
| Fonte 2: Instituto Nacional de Meteorologia (INMET) (recordes de temperatura: 01/01/1961 a 31/12/1985 e 18/09/2008-presente) |                                    |                                    |                                    |                                    |                                    |                                    |                                    |                                    |                                    |                                    |                                    |                                    |                                    |

### Relevo
O município localiza-se na unidade ambiental da depressão sertaneja, com relevo suave a ondulado. A parte mais alta do município chega a 1.065 metros acima do nível do mar.

### Vegetação
A vegetação do município é composta por caatinga hiperxerófila e com trechos de Mata Atlântica. A Reserva Biológica da Serra Negra é a primeira reserva biológica do Brasil, sendo instituída pelo Decreto nº 28348, de 7 de junho de 1950, com uma área de 1.100ha e 5 km de extensão. A sua natureza exuberante, inclusive com algumas espécies vegetais típicas da região amazônica, foi estudada por importantes pesquisadores, entre eles o prof. Vasconcelos Sobrinho.

### Solo
Em relação aos solos, nos Patamares Compridos e Baixas Vertentes do relevo suave ondulado ocorrem os Planossolos, mal drenados, fertilidade natural média problemas de sais; Topos e Altas Vertentes, os solos Brunos não Cálcicos, rasos e fertilidade natural alta; Topos e Altas Vertentes do relevo ondulado ocorrem os Podzólicos, drenados e fertilidade natural média e as Elevações Residuais com os solos Litólicos, rasos, pedregosos e fertilidade natural média.

### Geologia
O município de Floresta é constituída pelos litotipos dos complexos Gnáissico-migmatítico Sobradinho-Remanso e Riacho Seco, dos gnaisses Arapuá, Bangê e Bogó, do Complexo Saúde, dos Granitóidessin e póstectônicos.

## Demografia
Segundo o censo 2013 do IBGE, Floresta possui uma população de 31.088 habitantes, distribuídos numa área de 3.644,168 km² (sendo o segundo maior município pernambucano em extensão territorial), tendo assim, uma densidade demográfica de 8,04 hab/km².

## Poder Executivo
O poder executivo do município se encontra atualmente a cargo da prefeira Rorró Maniçoba (PSB).
Esta é a lista de prefeitos na história do município:
| Nº | Nome                                                       | Partido | Início do Mandato | Fim do Mandato   | Observações |
| -- | ---------------------------------------------------------- | ------- | ----------------- | ---------------- | --- |
| 1  | Fausto Serafim de Souza Ferraz                             |         | 1892              | 1895             | |
| 2  | José Francisco Gonçalves Torres (Coronel Casé)             |         | 1896              | 1898             | |
| 3  | Elói Belchior de Carvalho Barros                           |         | 1899              | 1901             | |
| 4  | Manoel Alves de Carvalho Barros                            |         | 1902              | 1904             | |
| 5  | José Gonçalves Torres                                      |         | 1905              | 1907             | |
| 6  | Manoel Alves de Carvalho (Major Baé)                       |         | 1908              | 1910             | |
| 7  | Manoel Olimpio de Menezes                                  |         | 1911              | 1913             | |
| 8  | Antônio Ferraz de Souza                                    |         | 1914              | 1916             | |
| 9  | Antônio Serafim de Souza Ferraz (Antônio Boiadeiro)        |         | 1917              | 1919             | |
| 10 | Manoel Rufino de Souza Ferraz                              |         | 1920              | 1922             | |
| 11 | Antônio Ferraz de Souza                                    |         | 1923              | 1925             | |
| 12 | Manoel Serafim de Souza Ferraz                             |         | 1926              | 1928             | |
| 13 | Afonso Ferraz                                              |         | 1929              | 1930             | |
| 14 | Antônio Gomes Correia da Cruz                              |         | 1930              | 1930             | |
| 15 | Pe. Urbano Carvalho                                        |         | 1931              | 1933             | |
| 16 | João Novaes                                                |         | 1934              | maio de 1935     | |
| 17 | Manoel Correia de Menezes                                  |         | maio de 1935      | janeiro de 1936  | |
| 18 | Benício Ferraz                                             |         | janeiro de 1936   | agosto de 1936   | |
| 19 | Fortunato de Sá Gominho (Siato)                            |         | agosto de 1936    | dezembro de 1937 | |
| 20 | Eneas Cantarelli                                           |         | dezembro de 1937  | janeiro de 1938  | Início do Estado Novo no Brasil Prefeito nomeado                                                                |
| 21 | Clávio Menezes                                             |         | janeiro de 1938   | 1939             | Prefeito nomeado                                                                                                |
| 22 | Luiz Marques                                               |         | 1940              | 1940             | Prefeito nomeado                                                                                                |
| 23 | José Ribeiro Lins                                          |         | 1941              | 1943             | Prefeito nomeado                                                                                                |
| 24 | Clóvis dos Santos Porto                                    |         | 1943              | 1943             | Prefeito nomeado                                                                                                |
| 25 | José Ferreira Gomes                                        |         | 1943              | 1944             | Prefeito nomeado                                                                                                |
| 26 | Nestor Valgueiro de Carvalho Barros                        |         | 1945              | dezembro de 1946 | Primeiro prefeito eleito após o fim do Estado Novo e início da transição democrática no Brasil (República Nova) |
| 27 | José do Carmo Gomes de Sá                                  |         | dezembro de 1946  | julho de 1947    | |
| 28 | Nestor Valgueiro de Carvalho Barros                        |         | julho de 1947     | outubro de 1947  | |
| 29 | João Serafim de Souza Ferraz (João Boiadeiro)              |         | outubro de 1947   | 1951             | |
| 30 | Sizenando Alves de Carvalho                                |         | 1952              | 1955             | |
| 31 | Audomar Ferraz                                             |         | 1956              | 1959             | |
| 32 | Manoel de Souza Ferraz                                     |         | 1960              | 1963             | |
| 33 | Dário Ferraz de Sá                                         |         | 1964              | 1969             | |
| 34 | Luiz Cavalcante Novaes                                     |         | 1970              | 1973             | |
| 35 | Flávio Nunes Novaes                                        |         | 1974              | 1977             | |
| 36 | Joaquim Nogueira Ferraz                                    |         | 1978              | 1983             | |
| 37 | Afonso Augusto Ferraz                                      |         | 1984              | 1989             | |
| 38 | Francisco Ferraz Novaes                                    |         | 1990              | abril de 1992    | Assassinado durante o seu mandato                                                                               |
| 39 | João Lopes Gonçalves                                       |         | abril de 1992     | dezembro de 1992 | Vice-prefeito que tomou posse com a morte do prefeito Francisco Ferraz Novaes                                   |
| 40 | Afonso Augusto Ferraz                                      | PMDB    | 1993              | 1996             | |
| 41 | Oscar Ferraz Filho                                         | PSB     | 1997              | abril de 1999    | Assassinado durante o seu mandato                                                                               |
| 42 | Sérgio Regis Leal Jardim                                   | PMDB    | abril de 1999     | 2000             | Vice-prefeito que tomou posse com a morte do prefeito Oscar Ferraz Filho                                        |
| 42 | Sérgio Regis Leal Jardim                                   | PMDB    | 2001              | 2004             | Reeleito para um segundo mandato                                                                                |
| 43 | Afonso Augusto Ferraz                                      | PSDB    | 2005              | agosto de 2008   | Faleceu durante o seu mandato                                                                                   |
| 44 | Ricardo Ferraz                                             | PMDB    | agosto de 2008    | dezembro de 2008 | Vice-prefeito que tomou posse com o falecimento do prefeito Afonso Augusto Ferraz                               |
| 45 | Rosângela de Moura Maniçoba Novaes Ferraz (Rorró Maniçoba) | PSB     | 2009              | 2012             | |
| 45 | Rosângela de Moura Maniçoba Novaes Ferraz (Rorró Maniçoba) | PSB     | 2013              | 2016             | Reeleita para um segundo mandato                                                                                |
| 46 | Ricardo Ferraz                                             | PRP     | 2017              | 2020             | |
| 47 | Rosângela de Moura Maniçoba Novaes Ferraz (Rorró Maniçoba) | PSB     | 2021              | 2024             | |

## Poder Legislativo
Estes são os vereadores eleitos nas eleições de 15 de novembro de 2020 para a legislatura de 2021-2024:
|    | Nome                                                            | Partido                             | Votos | %    |
| -- | --------------------------------------------------------------- | ----------------------------------- | ----- | ---- |
| 1  | Tiago Sobral Ferraz de Moura Maniçoba, Tiago Maniçoba (Pebinha) | Partido Socialista Brasileiro (PSB) | 1 118 | 6,27 |
| 2  | André Alexandre de Sá Ferraz Moura Maniçoba, André Ferraz       | Avante                              | 1 112 | 6,24 |
| 3  | Pedro Henrique Novaes de Souza Lira, PH Lira                    | Partido Social Democrático (PSD)    | 1 042 | 5,84 |
| 4  | Rosa Maria de Souza, Rosa Souza                                 | Partido Social Democrático (PSD)    | 1 039 | 5,83 |
| 5  | Francisco Ferraz Novaes Neto, Chichico Ferraz                   | Avante                              | 933   | 5,23 |
| 6  | Pedro Gomes Vilarim Júnior, Peu Vilarim                         | Avante                              | 923   | 5,18 |
| 7  | Victor Laert dos Santos Sá, Dr. Victor Laert                    | Partido Socialista Brasileiro (PSB) | 919   | 5,15 |
| 8  | Esequiel Rodrigues de Aquino, Kiel do Pipa                      | Partido Social Democrático (PSD)    | 846   | 4,74 |
| 9  | Ciro Ferraz Pereira, Ciro Ferraz                                | Cidadania                           | 741   | 4,16 |
| 10 | Severino Ferraz Diniz Carvalho, Dr. Severininho                 | Avante                              | 696   | 3,90 |
| 11 | Gilberto Quirino de Sá, Gilberto Quirino                        | Partido Socialista Brasileiro (PSB) | 591   | 3,31 |
| 12 | Marcos Antônio de Carvalho, Marquinhos Carvalho (Raposinha)     | Partido Socialista Brasileiro (PSB) | 526   | 2,95 |
| 13 | Gilmar Leal de Sá, Gilmar Leal                                  | Cidadania                           | 503   | 2,82 |

## Economia
Segundo dados sobre o produto interno bruto dos municípios, divulgado pelo IBGE referente ao ano de 2011, a soma das riquezas produzidos no município é de 305.239 milhões de reais (37° maior do estado). Sendo o setor de serviços o mais mais representativo na economia florestana, somando 209.107 milhões. Já os setores industrial e da agricultura representam 36.259 milhões e 16.518 milhões, respectivamente. O PIB per capita do município é de 10.299,96 mil reais (16° maior do estado).

## Saúde
A cidade conta com 9 estabelecimentos de saúde, sendo 7 deles públicos municipais e 2 privados.

## Cultura
No artesanato, destaque para o crochê, bordados, renda de bilro, tecelagem e couro.
Na Cultura Popular, destaca-se o trabalho pioneiro e inovador realizado pelo Instituto Cultural Raízes, em especial na Comunidade do Bairro do Vulcão/Escondidinho, tornando o mesmo, o bairro mais cultural de Floresta e região. Localizados no Vulcão, encontramos quatro Grupos Culturais: o Maracatu Afrobatuque, o Afoxé Filhos de N'Zambi, o Grupo Dandara e o Grupo Cultural Sou da Terra. Ainda no Vulcão deu-se origem a uma das bandas de Pífano mais renomadas da cidade, cujo principal integrante foi Elias de Flora, que em sua homenagem foi nomeada uma das ruas do bairro. também se encontra no Bairro, um dos maiores sanfoneiros de Floresta, Pedro Euzébio. Outras expressões culturais existem no Bairro do Vulcão, como é o caso do Bloco Carnavalesco Unidos da Santana e as Quadrilhas Juninas Jovem Esperança e Criança Esperança.